# Oodnadatta
Oodnadatta är en ort i Australien. Den ligger i delstaten South Australia, omkring 870 kilometer norr om delstatshuvudstaden Adelaide.
Trakten runt Oodnadatta är nära nog obefolkad, med mindre än två invånare per kvadratkilometer..
Omgivningarna runt Oodnadatta är i huvudsak ett öppet busklandskap. Genomsnittlig årsnederbörd är 115 millimeter. Den regnigaste månaden är februari, med i genomsnitt 28 mm nederbörd, och den torraste är augusti, med 1 mm nederbörd.